# Copa de la Reina de Baloncesto 2005
La Copa de la Reina de Baloncesto 2005 corresponde a la 43.ª edición de dicho torneo. Se celebró entre el 7 y el 9 de enero de 2005 en el Pabellón Fuente de San Luis de Valencia. El campeón de Copa accede a disputar la Supercopa contra el campeón de Liga.

## Equipos clasificados
El formato de competición es el mismo que la temporada anterior. Se juega en Valencia, ejerciendo como anfitrión el Ros Casares Valencia, que participa junto a los siete mejores del resto del equipos al final de la primera vuelta de la Liga Femenina. El campeón se clasifica para la Copa Europea Femenina de la FIBA 2005-06.
| Pos. | Equipo                                  | PJ | G  | P | PF   | PC  | DP   | Pts | Clasificación    |
| ---- | --------------------------------------- | -- | -- | - | ---- | --- | ---- | --- | ---------------- |
| 1    | Perfumerías Avenida                     | 13 | 12 | 1 | 978  | 792 | +186 | 25  | Cabezas de serie |
| 2    | Universitat de Barcelona / FC Barcelona | 13 | 10 | 3 | 1020 | 856 | +164 | 23  | Cabezas de serie |
| 3    | Ros Casares Valencia (H)                | 13 | 9  | 4 | 896  | 786 | +110 | 22  | Cabezas de serie |
| 4    | Hondarribia-Irún                        | 13 | 8  | 5 | 937  | 867 | +70  | 21  | Cabezas de serie |
| 5    | CajaCanarias                            | 13 | 8  | 5 | 799  | 808 | −9   | 21  |                  |
| 6    | USP CEU-Adecco Estudiantes              | 13 | 7  | 6 | 918  | 916 | +2   | 20  |                  |
| 7    | Mann Filter Zaragoza                    | 13 | 7  | 6 | 864  | 900 | −36  | 20  |                  |
| 8    | Celta Vigourban                         | 13 | 6  | 7 | 850  | 860 | −10  | 19  |                  |

 Fuente: Liga Femenina

## Desarrollo
El primer título del Perfumerias Avenida supuso además el estreno en el palmarés de este torneo de un equipo de Castilla y León. Hasta el momento sólo equipos de 7 comunidades autónomas han podido ganar la Copa: Cataluña, Madrid, Galicia, Aragón, Comunidad Valenciana, Canarias y Castilla y León.

## Fase final
|  | Cuartos de final           | Cuartos de final |                      |                      | Semifinales | Semifinales |  |                     | Final      | Final      |  |
|  | 7 de enero                 | 7 de enero       |                      |                      | 8 de enero  | 8 de enero  |  |                     | 9 de enero | 9 de enero |  |
|  |                            |                  |                      |                      |             |             |  |                     |            |            |  |
|  |                            |                  |                      |                      |             |             |  |                     |            |            |  |
|  | Perfumerías Avenida        | 93               |                      |                      |             |             |  |                     |            |            |  |
|  | Perfumerías Avenida        | 93               |                      |                      |             |             |  |                     |            |            |  |
|  | CajaCanarias               | 69               |                      |                      |             |             |  |                     |            |            |  |
|  | CajaCanarias               | 69               |                      | Perfumerías Avenida  | 64          |             |  |                     |            |            |  |
|  |                            |                  |                      | Perfumerías Avenida  | 64          |             |  |                     |            |            |  |
|  |                            |                  | Ros Casares Valencia | 63                   |             |             |  |                     |            |            |  |
|  | Ros Casares Valencia       | 86               | Ros Casares Valencia | 63                   |             |             |  |                     |            |            |  |
|  | Ros Casares Valencia       | 86               |                      |                      |             |             |  |                     |            |            |  |
|  | Celta Vigourban            | 65               |                      |                      |             |             |  |                     |            |            |  |
|  | Celta Vigourban            | 65               |                      |                      |             |             |  | Perfumerías Avenida | 74         |            |  |
|  |                            |                  |                      |                      |             |             |  | Perfumerías Avenida | 74         |            |  |
|  |                            |                  | Mann Filter Zaragoza | 68                   |             |             |  |                     |            |            |  |
|  | Hondarribia-Irún           | 69               | Mann Filter Zaragoza | 68                   |             |             |  |                     |            |            |  |
|  | Hondarribia-Irún           | 69               |                      |                      |             |             |  |                     |            |            |  |
|  | Mann Filter Zaragoza       | 71               |                      |                      |             |             |  |                     |            |            |  |
|  | Mann Filter Zaragoza       | 71               |                      | Mann Filter Zaragoza | 68          |             |  |                     |            |            |  |
|  |                            |                  |                      | Mann Filter Zaragoza | 68          |             |  |                     |            |            |  |
|  |                            |                  | UB–FC Barcelona      | 62                   |             |             |  |                     |            |            |  |
|  | UB–FC Barcelona            | 83               | UB–FC Barcelona      | 62                   |             |             |  |                     |            |            |  |
|  | UB–FC Barcelona            | 83               |                      |                      |             |             |  |                     |            |            |  |
|  | USP CEU-Adecco Estudiantes | 71               |                      |                      |             |             |  |                     |            |            |  |
|  | USP CEU-Adecco Estudiantes | 71               |                      |                      |             |             |  |                     |            |            |  |
|  |                            |                  |                      |                      |             |             |  |                     |            |            |  |

### Final
| 9 de enero de 2005 | Perfumerías Avenida                                                              | 74–68                                             | Mann Filter Zaragoza                                                                      | Valencia                                                                                          |  |
| 16:00              | Parciales: 22–14, 9–16, 10–22, 22–11 (T.E.: 11–5)                                | Parciales: 22–14, 9–16, 10–22, 22–11 (T.E.: 11–5) | Parciales: 22–14, 9–16, 10–22, 22–11 (T.E.: 11–5)                                         |                                                                                                   |  |
|                    | Estadísticas Núria Martínez 21 Vanessa Hayden 15 Laura Camps 4 Vanessa Hayden 26 | Reporte Pts Reb Asts Val                          | Estadísticas Taru Tuukkanen 21 Kristen Rasmussen 12 Kristen Rasmussen 3 Taru Tuukkanen 18 | Pabellón: Pabellón Fuente de San Luis Árbitros: Juan Manuel Uruñuela Uruñuela, David Soto Latorre |  |

| Ganadoras de la Copa de la Reina 2005 |
| ------------------------------------- |
| Perfumerías Avenida 1º título         |